# Șcerbativka, Novomîrhorod
Șcerbativka (în ucraineană Щербатівка) este un sat în comuna Rubanîi Mist din raionul Novomîrhorod, regiunea Kirovohrad, Ucraina.

## Demografie
Componența lingvistică a localității Șcerbativka
     Ucraineană (100%)
Conform recensământului din 2001, toată populația localității Șcerbativka era vorbitoare de ucraineană (100%).